# Cook Island (Prinzessin-Elisabeth-Land)
Cook Island ist eine Insel in der Prydz Bay an der Ingrid-Christensen-Küste des ostantarktischen Prinzessin-Elisabeth-Lands. Sie ist die größte einer Gruppe von sechs Inseln westlich der Halbinsel Stornes in den Larsemann Hills, die chinesische Wissenschaftler 1993 Xisha Qundao benannten.
Norwegische Kartographen kartierten sie anhand von Luftaufnahmen der Lars-Christensen-Expedition 1936/37 und benannten sie Oksøy. Das Antarctic Names Committee of Australia benannte sie dagegen 1988 nach dem Geophysiker Bruce Graydon Cook (1932–2019), der im Jahr 1958 auf der Mawson-Station tätig war.